# BPEL
BPEL, скорочення від WS-BPEL (англ. Web Services Business Process Execution Language) — стандарт OASIS, мова на основі XML для формального опису бізнес-процесів і протоколів їх взаємодії між собою. BPEL розширює модель взаємодії вебслужб і включає в цю модель підтримку транзакцій. Процеси експорту та імпорту інформації в BPEL відбуваються виключно за допомогою інтерфейсів вебслужб.
BPEL є одним із засобів реалізації сервісно-орієнтованого підходу до створення додатків (SOA, англ. Service Oriented Architecture) — нової концепції створення інформаційних систем, повністю заснованої на відкритих стандартах і протоколах.

## Принципи роботи BPEL
Для реалізації BPEL-процесу вводяться мовні конструкції:
- послідовності,
- дії (activities),
- виклики,
- призначення
- оператори умовної логіки — для виклику інших сервісів і організації їх спільної роботи.

Один із способів, за допомогою яких BPEL підтримує умовну логіку, необхідну для «оркестровки», зводиться до концепції дій. Дії реалізують логіку процесу і розділені на два класи:
- основні — описують елементарні кроки ходу процесу;
- структуровані — визначають логіку управління процесом і тому можуть рекурсивно містити в собі інші елементарні і/або структуровані дії[1].

## BPEL в лінійці Oracle
Засоби, що підтримують BPEL, які називаються також засобами «оркестровки» додатків, присутні зараз в лінійках всіх провідних виробників програмних технологій. У лінійці IBM це WebSphere Business Integration Modeler, Microsoft пропонує BizTalk Server.
У лінійці Oracle — це Oracle BPEL-PM (BPEL Process Manager), створений на базі BPEL Server.
Продукт BPEL-PM включає в себе всі необхідні засоби підтримки BPEL, в тому числі графічний редактор моделювання процесів Oracle BPEL Manager Designer, сервер виконання, Oracle BPEL Process Manager Server, вебінтерфейс моніторингу та управління Oracle BPEL Console і репозитарій сервера виконання на основі вбудованої бази даних Oracle Lite. При цьому Oracle BPEL-PM повністю заснований на відкритих стандартах і може бути розгорнутий на будь-якому J2EE-сумісному сервері додатків.
У поєднанні з можливостями управління бізнес-процесами та можливостями Oracle Application 10g Server, Oracle пропонує тепер повне інтеграційне рішення для побудови архітектури SOA, яке включає підтримку вебсервісів, специфікації BPEL, технологію моніторингу бізнес-активності (Business Activity Monitoring), засоби моніторингу бізнес-процесів (Business Process Monitoring), а також і традиційні засоби інтеграції корпоративних додатків (Enterprise Application Integration, EAI).